# Ställbergstjärnarna (norra)
Ställbergstjärnarna (norra) är en sjö i Hällefors kommun i Västmanland och ingår i Norrströms huvudavrinningsområde. Ställbergstjärn ligger i Ställbergsmossen Natura 2000-område.